# Comuna Tesiv, Ostroh
Tesiv (în ucraineană Тесів) este o comună în raionul Ostroh, regiunea Rivne, Ucraina, formată din satele Hriniv și Tesiv (reședința).

## Demografie
Componența lingvistică a comunei Tesiv
     Ucraineană (99,17%)
     Alte limbi (0,83%)
Conform recensământului din 2001, majoritatea populației comunei Tesiv era vorbitoare de ucraineană (99,17%), existând în minoritate și vorbitori de alte limbi.